# نودل
نودِل (به آلمانی: Nudel) یا گاهی رشته فرنگی یک غذای اصلی است که از برش خمیر فطیر (عمل آوری نشده) به شکل‌های مختلف تهیه می‌شود. نودل نواری نازک و بلند مرسوم‌ترین فرم نودل است، اما نودل به شکل‌های بسیاری متنوعی برش می‌خورد که از جمله آن‌ها می‌توان به فرم‌های موجی، لوله‌ای، رشته‌ای و صدفی اشاره کرد. به‌طور معمول نودل در آب جوش طبخ شده و گاهی به آن روغن خوراکی و نمک نیز افزوده می‌شود. البته روشی دیگر طبخ آن سرخ کردن نودل در ماهی تابه و سرخ کردن عمیق آن است. نودل به‌طور معمول با سس یا به همراه سوپ سرو می‌شود و می‌توان به دلخواه انواع مواد غذایی از جمله سوسیس، انواع سبزیجات و… را به آن اضافه کرد. نودل را می‌توان برای مدت کوتاهی در یخچال نگهداری کرد، اما این امکان وجود دارد که نودل را خشک کرده و برای مدت طولانی‌تری و مصرف در آینده نگهداری نمود.
در انگلیسی آمریکایی، نودل یک واژه فراگیر برای محصولات فرآوری شده خمیر آرد است. در انگلیسی بریتانیایی واژه نودل به‌طور کلی به غذایی از خمیر آرد اشاره دارد که به شکل نواری نازک و بلند است. در هنگام بحث دربارهٔ نودل باید، ترکیبات و خاستگاه جغرافیایی و فرهنگی مدنظر گرفته شود.
در فرهنگ ژاپنی، هرت کشیدن و ملچ‌ملچ کردن نودل نشانه لذت بردن و قدردانی از میزبان است.
نودل جایگاه قابل توجهی در فرهنگ آشپزی ژاپن دارد. در اینجا چند جنبه کلیدی از مفهوم نودل در ژاپن آورده شده‌است:
1. تنوع: ژاپن طیف گسترده‌ای از انواع نودل را ارائه می‌دهد که هر کدام ویژگی‌های منحصر به فرد و تنوع منطقه ای خود را دارند. برخی از انواع پرطرفدار عبارتند از: رامن (نودل بر پایه گندم که در آبگوشت سرو می‌شود)، اودون (نودل گندم غلیظ که اغلب در آبگوشت داغ مبتنی بر سویا سرو می‌شود)، سوبا (نودل گندم سیاه که گرم یا سرد سرو می‌شود) و برخی (نودل‌های گندم نازک که معمولاً سرد سرو می‌شوند).
2. تهیه: نودل در ژاپن به دقت آماده می‌شود تا به بافت و طعم عالی برسد. آنها معمولاً از مواد با کیفیت بالا ساخته می‌شوند و با دقت ورز داده می‌شوند، رول می‌شوند و برش می‌دهند یا شکل می‌دهند. به‌طور سنتی، بسیاری از مناطق ژاپن تکنیک‌های خاص خود را برای تهیه نودل دارند.
3. آب گوشت و تاپینگ: آب گوشتی که نودل ژاپنی را همراهی می‌کند، نقش مهمی در طعم کلی آنها دارد. بسته به نوع نودل، آبگوشت را می‌توان با سس سویا، میسو، نمک یا حتی کاری طعم دار کرد. نودل‌ها را اغلب با چاشنی‌های مختلف مانند گوشت خوک، پیاز سبز، شاخه‌های بامبو، جلبک دریایی، تخم مرغ آب‌پز یا تمپورا تزئین می‌کنند.
4. آداب غذا خوردن: هنگام لذت بردن از نودل در ژاپن، دستورالعمل‌های آداب خاصی وجود دارد که باید رعایت کنید. خوردن نودل نه تنها قابل قبول است، بلکه به عنوان راهی برای افزایش طعم و نشان دادن قدردانی نیز دیده می‌شود. همچنین مرسوم است که از چاپستیک برای خوردن رشته فرنگی استفاده می‌شود.